# Chu Hành Phùng
Chu Hành Phùng (? - 962), người huyện Vũ Lăng, Lãng Châu (nay là Thường Đức, Hồ Nam), ông giữ chức Vũ Bình quân tiết độ xứ từ năm 956 đến 962 trong thời kỳ Ngũ đại Thập quốc. Ông vốn là một người lính trong Tĩnh Giang quân và giữ chức Tĩnh Giang quân phó chỉ huy sứ dưới trướng Vương Quỳ, trong thời trị vì của Mã Hy Ngạc ở Mã Sở.

## Phò Lưu Ngôn, chiếm Hồ Nam
Năm Quảng Thuận thứ nhất (951) thời Hậu Chu, Nam Sở vương Mã Hy Ngạc hoang dâm vô đạo, ra lệnh cho Vương Quỳ, Chu Hành Phùng cùng binh sĩ sửa chữa vương phủ bị cháy rụi. Công việc lao khổ nhưng không được ban thưởng, khiến Vương Quỳ và Chu Hành Phùng bất mãn, dẫn quân bỏ trốn về Lãng Châu. Tại đây, họ tôn Mã Quang Huệ làm Vũ Bình quân tiết độ xứ, nhưng do Mã Quang Huệ nhu nhược, họ lại thay thế ông bằng Lưu Ngôn.
Năm Quảng Thuận thứ hai (952), theo lệnh của Lưu Ngôn, Vương Quỳ và Chu Hành Phùng tấn công Đàm Châu, kinh đô cũ của Mã Sở, khi đó đang bị Nam Đường kiểm soát. Quân Nam Đường đại bại, rút khỏi Hồ Nam, giúp Lưu Ngôn khôi phục vùng đất phía bắc Nam Lĩnh từng thuộc Mã Sở.

## Lĩnh chức Tiết độ xứ
Đến năm Quảng Thuận thứ ba (953), Chu Hành Phùng liên minh với Vương Quỳ, lật đổ và sát hại Lưu Ngôn. Sau đó, Hậu Chu phong Vương Quỳ làm Vũ Bình quân tiết đỗ xứ, còn Chu Hành Phùng được bổ nhiệm làm Đàm Châu quan sát sứ . Năm Hiển Đức thứ nhất (954), ông tiếp tục được triều đình bổ nhiệm làm Vũ Thanh quân tiết độ xứ (tức Ngạc Châu tiết độ xứ) và kiêm nhiệm quản lý quân sự ở Đàm Châu. Năm đó, Hồ Nam xảy ra nạn đói nghiêm trọng, dân chúng phải ăn rễ cây cỏ để sinh tồn. Chu Hành Phùng cho mở kho lương phát chẩn, cứu sống rất nhiều người.
Năm 956, Vương Quỳ bị Phan Thư Tư, chỉ huy lực lượng dân quân Nhạc Châu (nay là Nhạc Dương, Hồ Nam) sát hại trong chiến trận. Sau đó, Phan Thư Tư mời Chu Hành Phùng vào Lãng Châu, nhưng ông liền trở mặt, ra lệnh giết Phan Thư Tư. Không lâu sau, ông được Hậu Chu chính thức phong làm Vũ Bình quân tiết độ sứ, kiểm soát toàn bộ vùng Hồ Nam.

## Cai trị
Chu Hành Phùng thời trẻ từng phạm tội nên bị thích chữ lên mặt, nhưng ông không xem đó là điều nhục nhã. Xuất thân nghèo khó, ông thấu hiểu nỗi khổ của dân chúng, nên sau khi nắm quyền đã giảm thuế khóa nặng nề mà họ Mã áp đặt trước đó. Ông cũng đơn giản hóa pháp luật, khiến quan lại và dân chúng đều hài lòng. Những người ông bổ nhiệm đều là bậc thanh liêm, bản thân ông cũng sống tiết kiệm. Tuy nhiên, quân đội dưới trướng từ thời Lưu Ngôn và Vương Quỳ vốn kiêu ngạo, ngang ngược. Đối với họ, Chu Hành Phùng thi hành kỷ luật nghiêm khắc, thẳng tay trừng phạt kẻ vi phạm. Ông có tính đa nghi, thường sai người bí mật do thám các châu quận. Nếu có ai mưu phản hay đào tẩu, ông lập tức phát giác và xử lý ngay.

## Qua đời
Năm Kiến Long thứ ba (962) thời Tống Thái Tổ Triệu Khuông Dẫn, Chu Hành Phùng lâm trọng bệnh. Trước khi qua đời, ông dặn dò các thuộc hạ trung thành hỗ trợ con trai mình là Chu Bảo Quyền, khi ấy mới 11 tuổi, tiếp quản binh quyền. Ông cũng cảnh báo con rằng trong số mười người bạn thân thiết thuở hàn vi, chỉ còn Trương Văn Biểu còn sống, và y chắc chắn sẽ làm loạn sau khi ông mất. Vì thế, ông căn dặn nên giao nhiệm vụ tiêu diệt Trương Văn Biểu cho Dương Sư Phàn. Quả thật, Trương Văn Biểu làm phản, dẫn đến Vũ Bình quân bị nhà Tống thu hồi chỉ hai năm sau khi ông mất.

Sau khi qua đời, Chu Hành Phùng được truy phong làm Nhữ Nam quận vương.
| Danh tính               | Thời gian tại vị |
| ----------------------- | ---------------- |
| Lưu Ngôn (劉言)         | 951—953          |
| Vương Quỳ (王逵)        | 953—956          |
| Chu Hành Phùng (周行逢) | 956—962          |
| Chu Bảo Quyền (周保權)  | 962—963          |